# Leonard Kuczyński
Leonard Kuczyński (ur. 15 listopada 1913 w Sejnach, zm. 1994), profesor farmacji, rektor Akademii Medycznej we Wrocławiu w latach 1968–1972. Wielokrotny dziekan Wydziału Farmaceutycznego oraz prorektor ds. Nauki.

## Życiorys
W 1933 został studentem Wydziału Chemicznego Politechniki Lwowskiej. Już w 1936 przed zakończeniem nauki został zastępcą asystenta Katedry Chemii Organicznej kierowanej przez prof. Edwarda Suchardę. Stopień inżyniera-chemika uzyskał 8 czerwca 1938  został także starszym asystentem na uczelni.  
We wrześniu 1938 został powołany do wojska i jako plutonowy podchorąży uczestniczył w 1939 w kampanii wrześniowej. Wzięty do niewoli, okres wojny spędził w obozie jenieckim i robotach w Niemczech. Po wojnie przyjechał do Wrocławia wspomóc organizowanie życia naukowego w zrujnowanym mieście. Badania naukowe rozpoczął w styczniu 1946 w Katedrze Chemii Organicznej Politechniki Wrocławskiej.

## Kariera
W 1949 uzyskał stopień doktora nauk technicznych na podstawie rozprawy pt. O przyłączaniu kwasu azotowego do nienasyconych węglowodorów terpenowych. W 1951 r. dziekan Wydziału Farmaceutycznego, prof. Bogusław Bobrański, zaproponiwał mu przeniesienie do Akademii Medycznej. Tam Kuczyński zorganizował Katedrę Technologii Chemicznej Środków Leczniczych. Zainicjował prace badawcze dot. m.in. leczenia gruźlicy i technologii produkcji leków. W tym okresie napisał swój pierwszy podręcznik akademicki pt. Technologia Leków. Dalsza kariera naukowa i funkcje:
- 1954: profesor nadzwyczajny
- 1966: profesor zwyczajny
- przewodniczący Polskiego Towarzystwa Chemicznego
- przewodniczący Oddziału Wrocławskiego Polskiego Towarzystwa Farmaceutycznego
- członek m.in.::
  - Komitetu Terapii Doświadczalnej PAN
  - Komitetu Nagród Państwowych
  - Rady Naukowej przy Ministrze Zdrowia i Opieki Społecznej
  - Rady Naukowej Instytutu Przemysłu Farmaceutycznego i Przemysłu Zielarskiego.

Wypromował setki magistrów, kilkunastu doktorów, w tym habilitowanych oraz trzech profesorów.
Pochowany na cmentarzu św. Wawrzyńca we Wrocławiu.

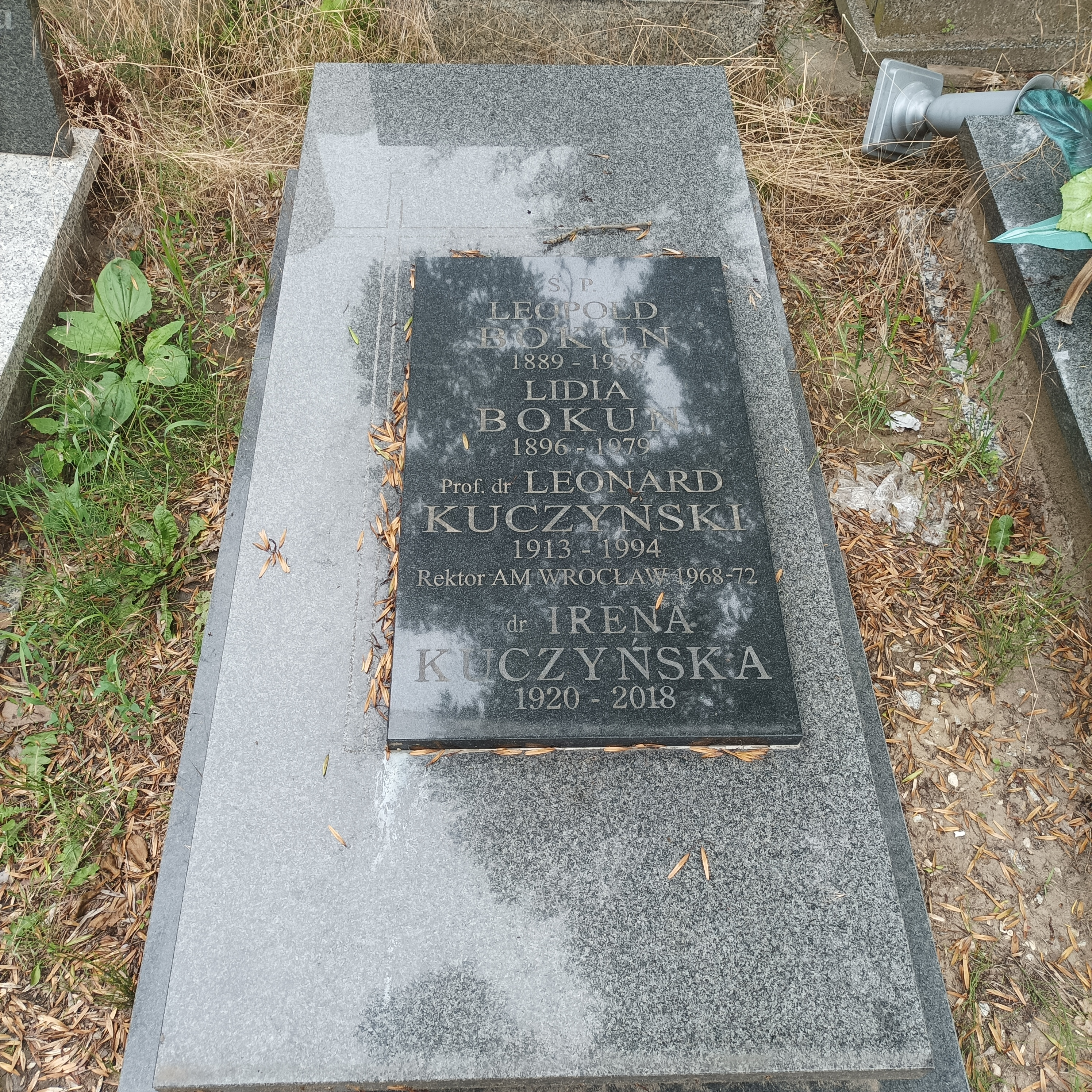
Grób prof. Leonarda Kuczyńskiego na cmentarzu św. Wawrzyńca we Wrocławiu

## Nagrody i Odznaczenia
- Złoty Krzyż Zasługi (1957)
- Krzyż Oficerski Orderu Odrodzenia Polski (1965)
- Krzyż Komandorski Orderu Odrodzenia Polski (1971)
- Zasłużony Nauczyciel PRL (1975)
- Medal Komisji Edukacji Narodowej (1981)
- Doktor honoris causa Akademii Medycznej w Łodzi (1981)
- 18 marca 2003 r. ma Wydziale Farmacji odsłonięto tablicę poświęconą pamięci profesora. Uczyniła to prof. dr hab. Irena Kuczyńska, wdowa po nim. Jego imieniem nazwano też salę wykładową N.I. przy pl. Nankiera 1.